# Église Saint-Pierre des Essarts
Pour les articles homonymes, voir Église Saint-Pierre.
L’église Saint-Pierre est un édifice catholique français situé sur la commune déléguée des Essarts, à Essarts-en-Bocage, dans le département de la Vendée, en région Pays-de-la-Loire.

## Histoire
L’actuelle église Saint-Pierre, construite au XIXe siècle, est située à l’emplacement même de l’ancien prieuré Saint-Pierre, détruit pendant la guerre de Vendée par les colonnes infernales.
Une croix de procession en argent est blasonnée aux armes de Mademoiselle de Nemours, dame des Essarts, petite-fille du duc de Vendôme.
Ancien lieu de pèlerinage, une crypte du XIIe siècle à 3 nefs se trouve sous l’édifice ecclésiastique, où sont dénombrés plusieurs tombeaux. Cette dernière a fait l’objet d’un classement aux monuments historiques, par arrêté du 16 août 1971.

## Culte
Appartenant à la commune d’Essarts-en-Bocage, l’église est un lieu de culte catholique.
Du point de vue religieux, elle relève depuis 1997 de la paroisse catholique Sainte-Croix-des-Essarts, située dans le doyenné de Chantonnay, au sein du diocèse de Luçon. Auparavant, Saint-Pierre-des-Essarts, qui reprenait les limites exactes de la commune, était la paroisse à laquelle était attaché le lieu de culte.

## Galerie

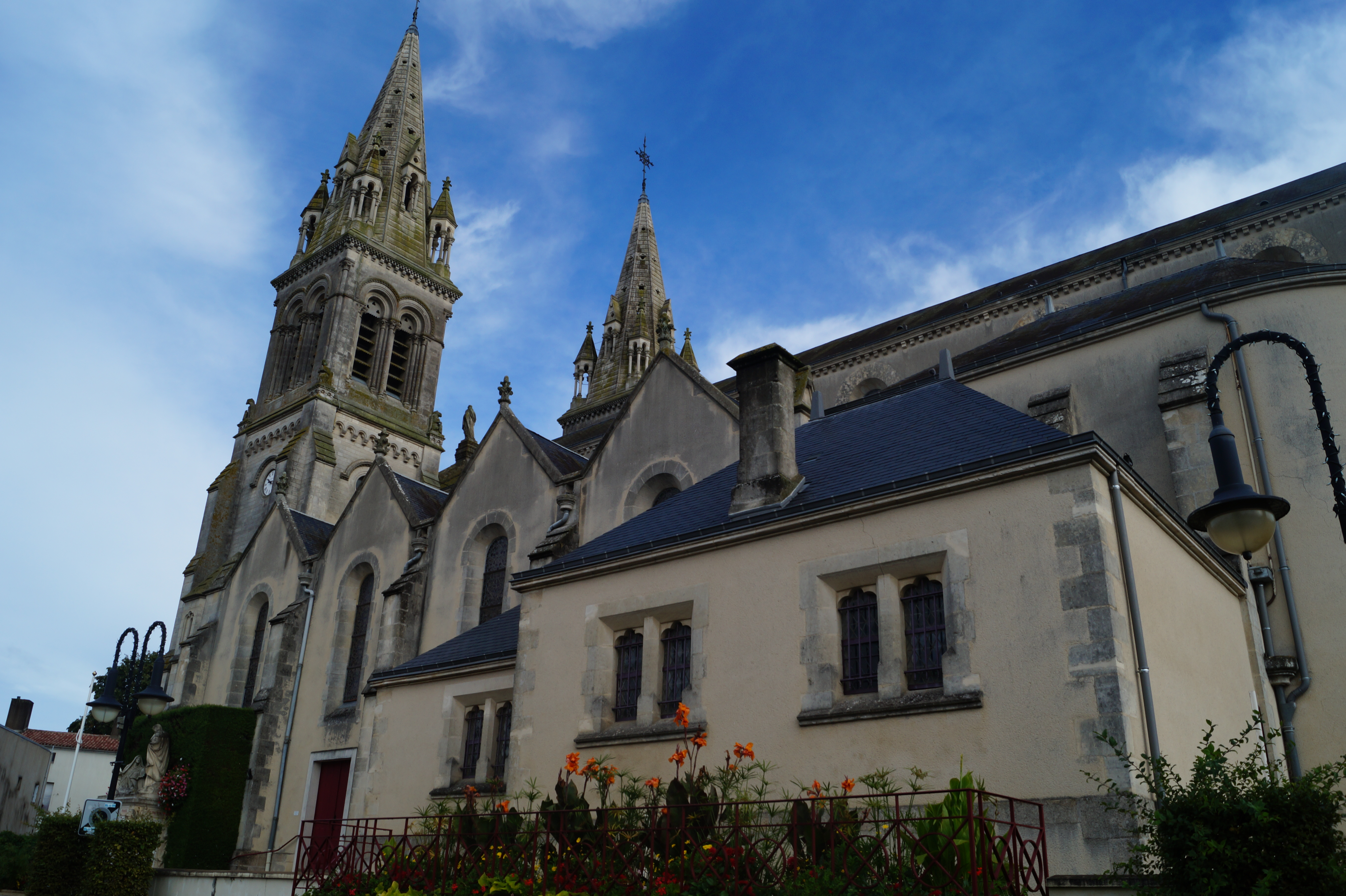
L’église depuis la place du 11-Novembre-1918.
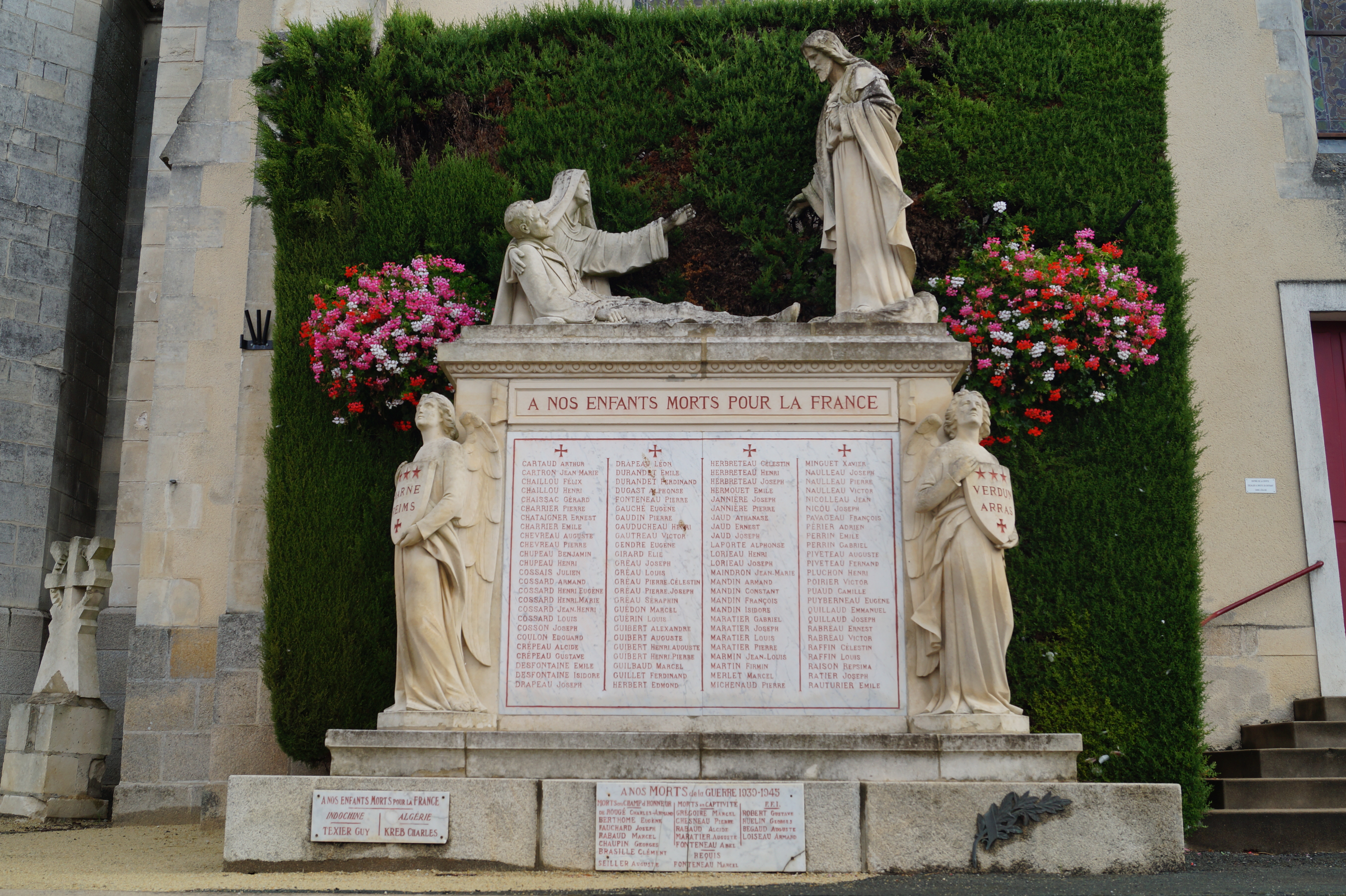
Le monument aux morts, à proximité de l’édifice.
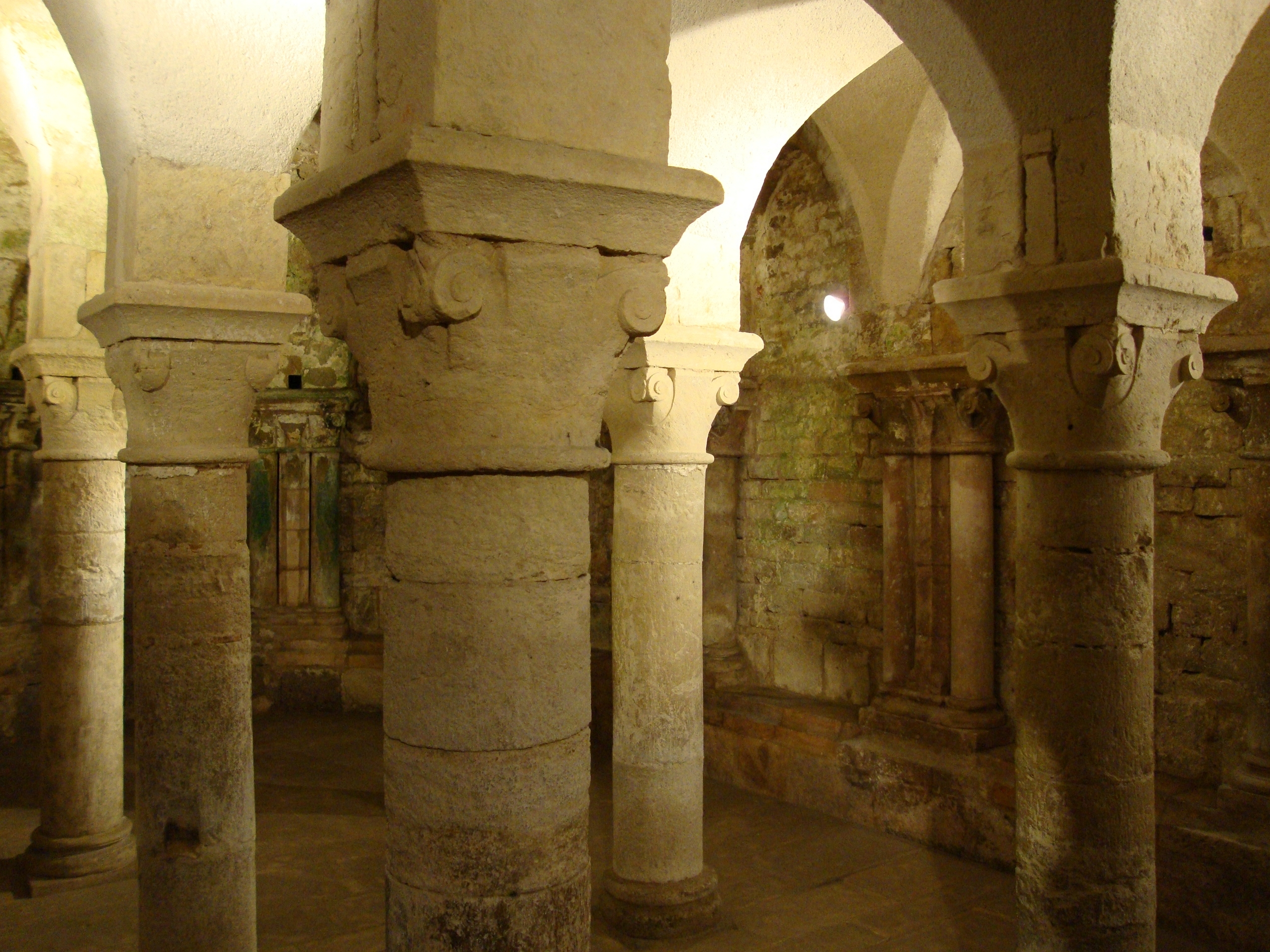
Crypte de l’église.
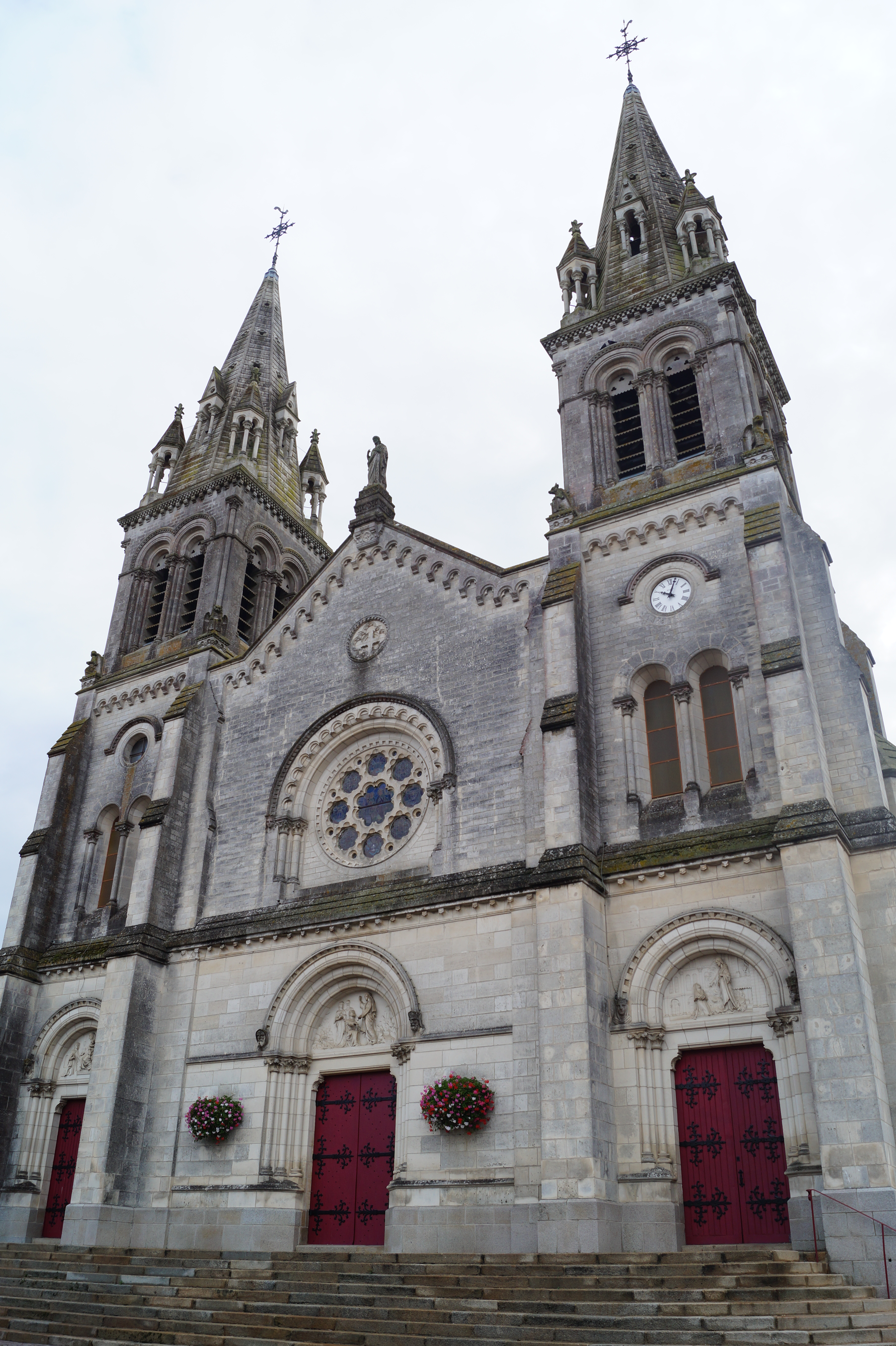
L’église vue de la rue du Général-de-Gaulle.